# Smrk (Isergebirge)
Der Smrk (deutsch Tafelfichte, polnisch Smrek) ist mit 1124 m n.m. der höchste Berg im tschechischen Teil des Isergebirges.

## Geographie
Der auch König des Isergebirges genannte Berg liegt südlich von Nové Město pod Smrkem (Neustadt an der Tafelfichte) und ist dessen Hausberg. Über die Ostseite des Gipfelplateaus verläuft die Grenze zwischen Polen und Tschechien. Am Nordhang entspringen die Lomnice (Lomnitzbach) und die Lužice/Łużyca (Lausitzbach), am Südhang der Hájený potok (Hegebach) und die Jizera (Iser).
Am Hang des Smrk befindet sich der Tafelstein (Tabulový kámen). Er bildet seit alten Zeiten den Grenzpunkt zwischen der Oberlausitz, Schlesien und Böhmen und war von 1742 bis 1815 gleichzeitig das Dreiländereck zwischen Sachsen, Preußen und Österreich.

## Geschichte

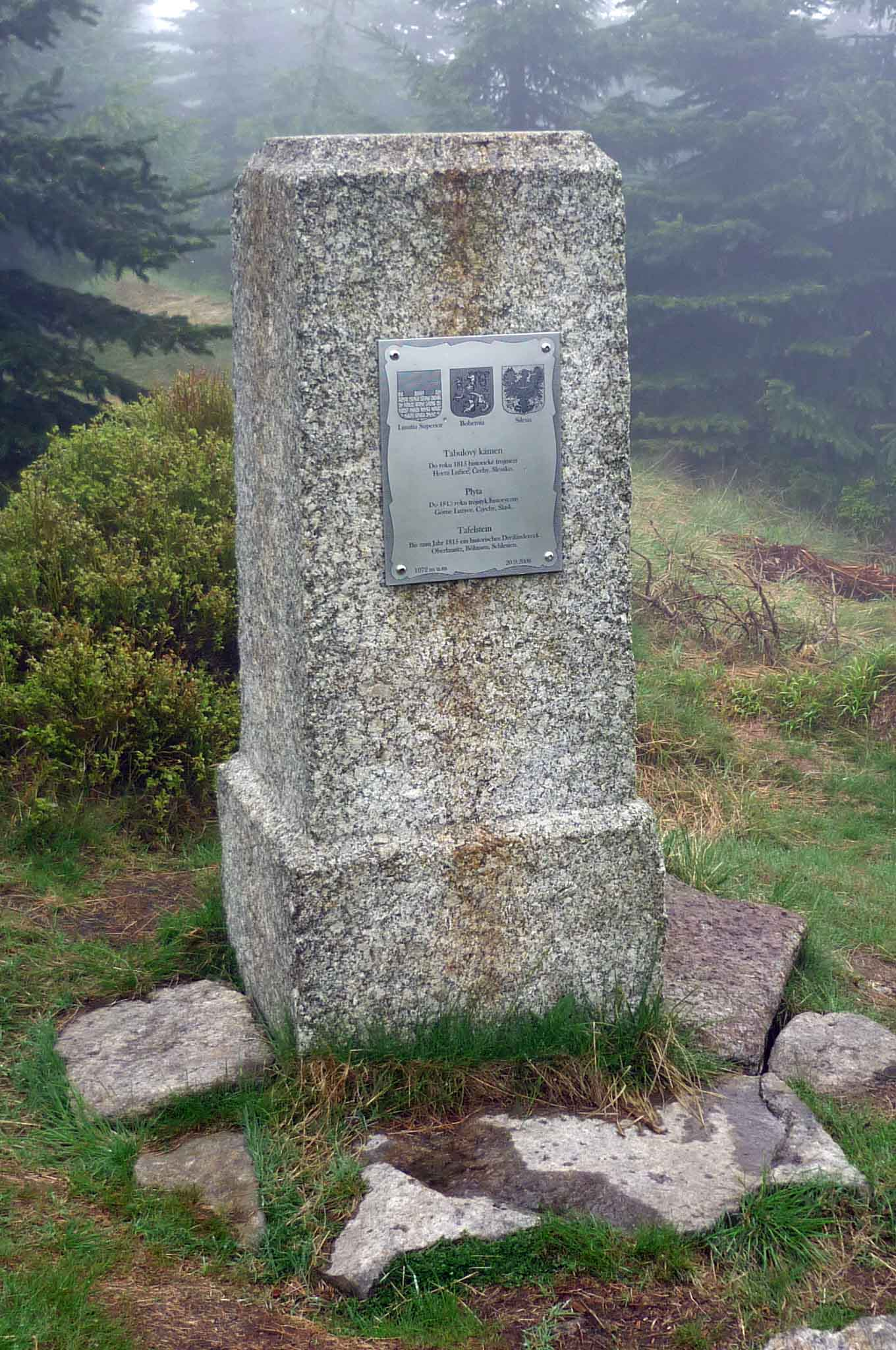
Im Jahre 2008 neu errichteter Tafelstein

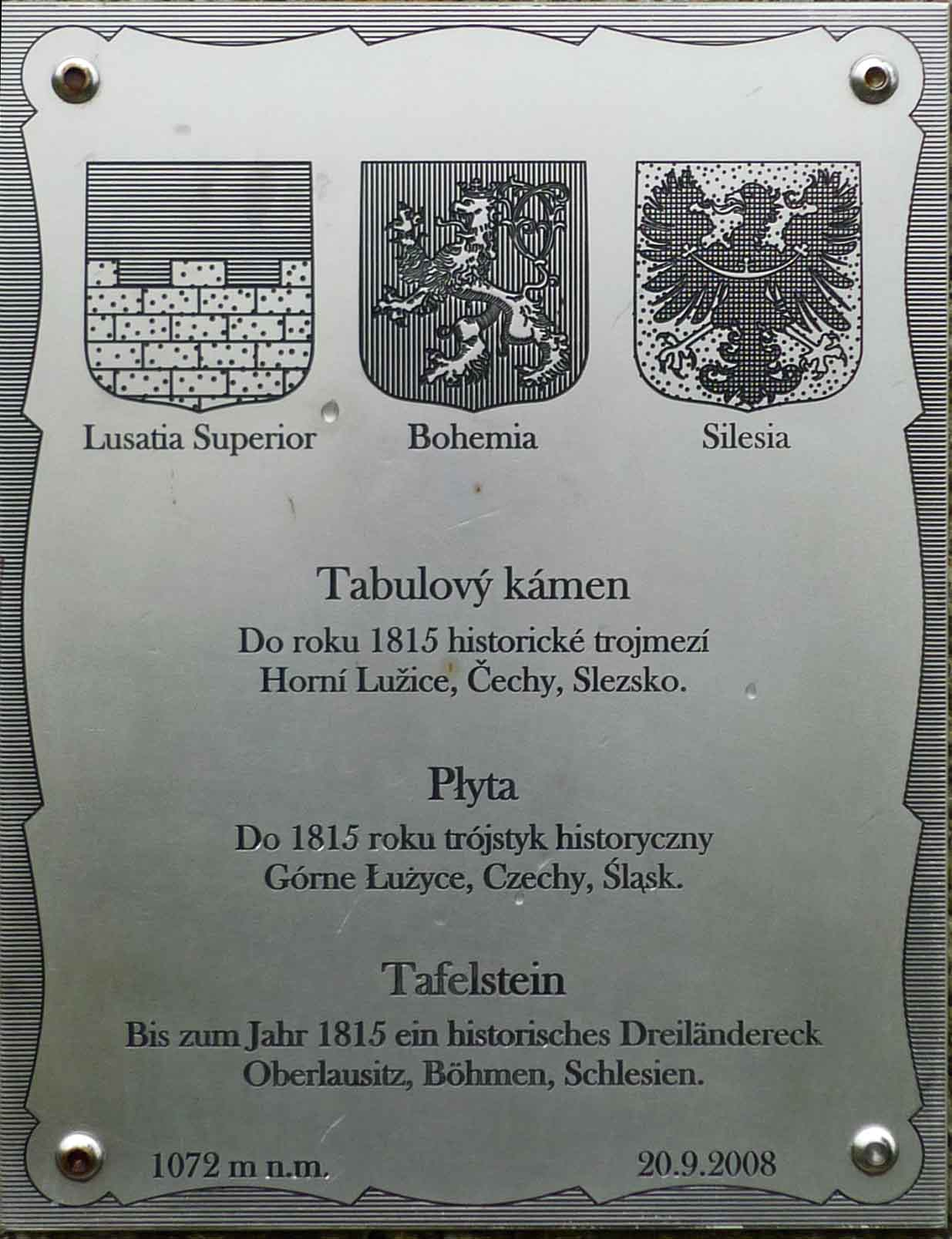
Tafel am Tafelstein

Am 21. August 1892 wurde auf dem Gipfel der erste hölzerne Aussichtsturm errichtet, der 20 Meter hoch war. Die Hütte der Bauarbeiter wurde danach zu einer Baude umgestaltet. Im Jahr kamen zu dieser Zeit – um 1935 – bis zu 18.000 Menschen auf den Berg.
Seit 1909 befindet sich auf dem Berg ein Gedenkstein für den deutschen Dichter Theodor Körner.
Nach dem Zweiten Weltkrieg war infolge der mehrheitlichen Vertreibung der örtlichen deutschsprachigen Bevölkerung die Bergbaude verlassen. Sie wurde geplündert und verfiel nunmehr, und auch der Turm stürzte in den 1950er Jahren zusammen. In den 1980er Jahren starb infolge sauren Regens der sich einstmals bis auf den Gipfel hinziehende dichte Wald weitgehend ab. Heute ist der Gipfel mit niedrigem Jungwald bewachsen.
Nach der politischen Wende in der Tschechoslowakei entstand der Plan, einen neuen Turm zu errichten. Im Jahr 2002 wurde mit den Bauarbeiten begonnen, und am 18. September 2003 wurde der ebenfalls 20 Meter hohe Turm, eine Stahlkonstruktion, eingeweiht.
Im Juni 2009 wurde eine Kopie des ehemaligen Holzturms im Prager Zoo eingeweiht.

## Entstehung des Namens
Der Berg erhielt seinen Namen von einer einst mächtigen Fichte bei Grenzstein 111, an die Wallenstein 1628 sein Wappen (als Tafel) nageln ließ. Diese Fichte wurde im Jahr 1790 durch einen Sturm entwurzelt.

## Aussicht
Vom Smrk aus kann man im Osten bis zur Schneekoppe, im Westen zu den Lausitzer Bergen und im Nordwesten bis zum Kraftwerk Boxberg blicken.

## Wege zum Gipfel
- Ein guter Ausgangspunkt ist Lázně Libverda (Bad Liebwerda); von dort führt eine rot markierte Wanderroute zum Gipfel.
- Vom polnischen Świeradów-Zdrój (Bad Flinsberg) führt ein ebenso steiler Aufstieg über den Stóg Izerski (Heufuder) zum Gipfel
- Bequem ist demgegenüber der Weg vom Gasthaus Smědava (Wittighaus) 7 km entlang einer roten Markierung. Nur das letzte Stück über die Himmelsleiter führt steil bergan.

Impressionen
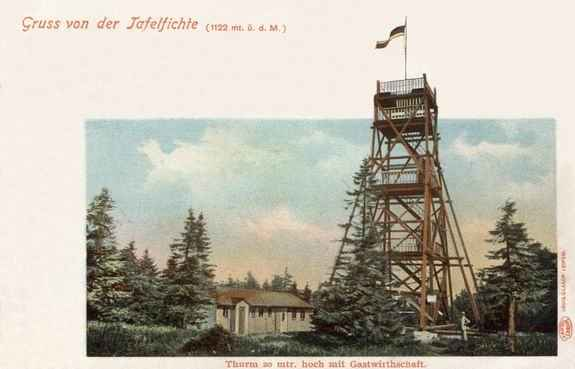
Der ehemalige Aussichtsturm
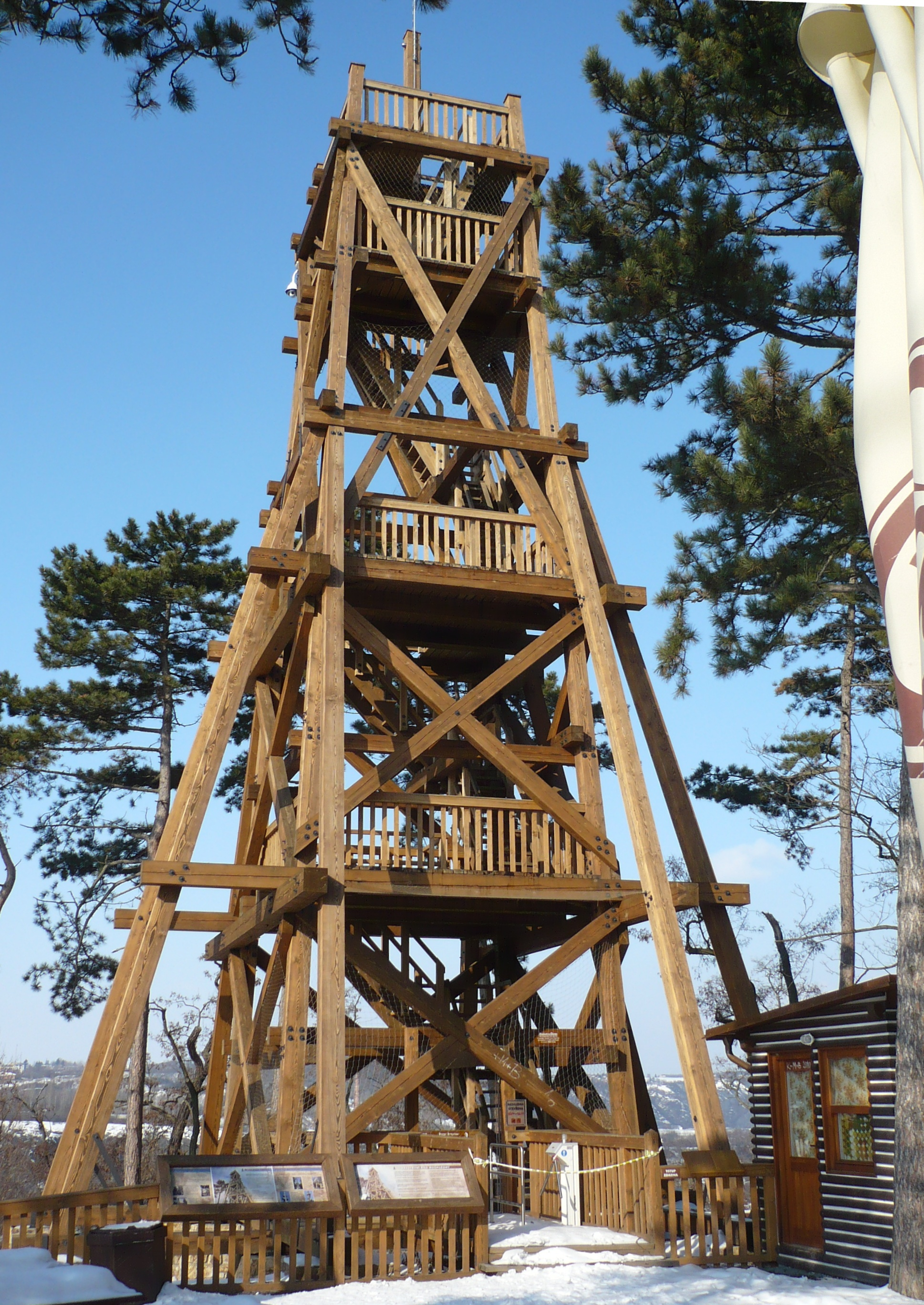
Die Kopie des ehemaligen Holzturms im Prager Zoo
Die Himmelsleiter - der steile Aufstieg von Süden
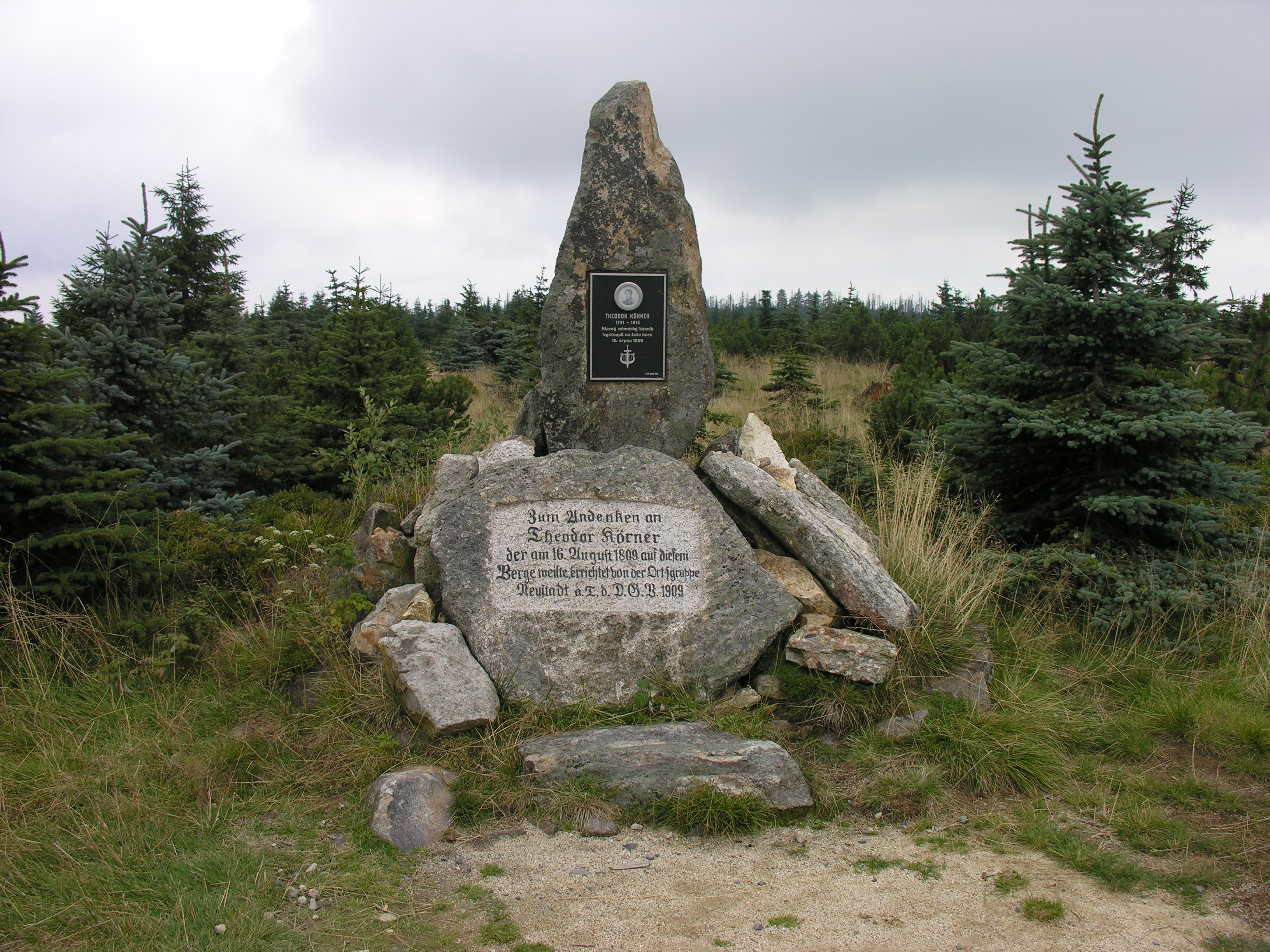
Das Körnerdenkmal auf dem Berg